# Нижнее Керчево
Нижнее Керчево — деревня в Чердынском районе Пермского края. Входит в состав Керчевского сельского поселения.

## Географическое положение
Расположена на правом берегу реки Кама при впадении в неё реки Керчевка, примерно в 3 км к юго-востоку от центра поселения, посёлка Керчевский, к югу от районного центра, города Чердынь.

## Население
| 2010 |
| ---- |
| 99   |

## Улицы[2]
- Запрудная ул.

## Топографические карты
- Лист карты O-40-5 Керчевский. Масштаб: 1 : 100 000. Состояние местности на 1981 год. Издание 1988 г.